# Ivars de Noguera
Ivars de Noguera is een gemeente in de comarca Noguera in Catalonië met een oppervlakte van 27 km². Ivars de Noguera telt 351 inwoners (1 januari 2016). De plaats ligt aan de linker oever van de rivier Noguera Ribagorzana onder het Santa Anna stuwmeer. De plaats is via de weg bereikbaar via de L-903, die aansluit op de C-148 richting Balaguer.

## Bevolking
| Jaar | Bevolking |
| ---- | --------- |
| 1900 | 477       |
| 1930 | 471       |
| 1950 | 415       |
| 1970 | 393       |
| 1986 | 365       |
| 2007 | 340       |